# سندس القطان
سندس القطان هي مدونة جمال كويتية وشخصية مشهورة على الإنترنت اكتسبت شهرة دولية بعد نشر مقطع فيديو ينتقد تحرك الحكومة الكويتية لتوفير حماية أفضل وظروف عمل أفضل للعاملات المنزليات المهاجرات.
بأكثر من 2.4 مليون متابع على إنستغرام، تُعد سندس واحدة من أبرز المؤثرين في العالم العربي على وسائل التواصل الاجتماعي، حيث تعتمد عليها العديد من العلامات التجارية في مجال الجمال للترويج لمنتجاتها. وعلى الرغم من تخلّي العديد من العلامات التجارية عنها بسرعة، إلا أن شعبيتها عادت للارتفاع مجددًا بعد أن هدأ الجدل وتراجعت التغطية الإعلامية. ورغم تعطيل التعليقات على حساباتها، لا تزال تجتذب جمهورًا متزايدًا من المتابعين.

## فيديو عن العمالة المنزلية
في مقطع فيديو نُشر في الأصل باللغة العربية في 10 يوليو/تموز 2018، تساءلت القطان عن دور الحكومة في حماية العمال، قائلة وفقًا لما نقلته شبكة "سي إن إن": "القوانين الجديدة التي أُقرت تبدو وكأنها مشهد من فيلم مثير للشفقة. تحصل على يوم إجازة كل أسبوع، أي أربعة أيام في الشهر. هذه الأيام ستكون غائبة، ولا نعلم ماذا ستفعل خلالها، خاصة وأنها تحمل جواز سفرها معها." ونقلت صحيفة الغارديان عن المنشور" كيف يمكن أن يكون لديك خادمة في المنزل تحتفظ بجواز سفرها معها؟ إذا هربت وعادت إلى بلدها، فمن سيعيد لي المبلغ؟ لم أعد أريد خادمة فلبينية بعد الآن."
وتسمح اللوائح الجديدة، التي قُدمت نتيجة لاتفاقية وقعت بين حكومتي الكويت والفلبين، للخادمات بيوم عطلة أسبوعي، والحق في الاحتفاظ بجوازات سفرهن بدلاً من الاحتفاظ بالوثائق لدى أصحاب عملهن (كفلائهن) والحق في نقل تأشيراتهن إلى صاحب عمل آخر. وينص القانون الكويتي أيضا على أن تعمل الخادمة 12 ساعة يوميا، مع ساعة استراحة، و وفرت هاتف محمول شخصي لها متصل بالإنترنت، وتحصل على إجازة سنوية مدتها 22 يوما. ويدفع أصحاب العمل وديعة قدرها 2000 دولار أمريكي مقابل تأشيرة الخادمة، بالإضافة إلى رسوم التسجيل الحكومية البالغة نحو 2000 دولار أمريكي.
وجاء الاتفاق الجديد كنتيجة مباشرة لحادثة مقتل الخادمة الفلبينية التي تعمل في الكويت جوانا ديمفيليس وتخزين جثتها المشوهة في الثلاجة لمدة عام. وحُكم على صاحب عمل الخادمة، وهو رجل لبناني، بالإعدام في أبريل/نيسان 2018 بتهمة قتلها. ودفعت هذه الحادثة الرئيس الفلبيني رودريجو دوتيرتي إلى إصدار أوامر للعمال في الكويت بالعودة إلى بلادهم ومنع نشر عمال جدد في البلاد.
يعيش ويعمل في الكويت حوالي 250 ألف فلبيني.

### رد فعل
أثار الفيديو الأصلي الذي نشرته سندس استنكارًا دوليًا وتغطية إعلامية واسعة النطاق.
وردًا على ذلك، نشرت سندس بيانًا غير اعتذاري على موقع إنستغرام، مما زاد من حدة الانتقادات. وفي تعليقات أخرى أدلت بها لوكالة فرانس برس، ذكرت أن الاحتجاج كان "غير مبرر" ولا يتطلب اعتذارًا.
حُذف الفيديو الأصلي الخاص بها منذ ذلك الحين، على الرغم من أن هناك نسخًا لا تزال منشورة على موقع يوتيوب. وقد نُقل عنها قولها إن رد الفعل العنيف ضدها هو "حملة إعلامية أجنبية" ضدها و"هجوم على الإسلام والحجاب والكويت".
وفي أعقاب ردود الفعل العنيفة، رفضت عدد من العلامات التجارية للجمال تعليقاتها وأعلنت أنها لن تعمل معها بعد الآن، بما في ذلك ماكس فاكتور، وشيسيدو، وفيتو، وماك كوزمتكس، وم. ميكاليف، وتشيلسي بيوتيك.
ومع ذلك، يبدو أنها لا تزال قوة نشطة في وسائل الإعلام الإلكترونية في الشرق الأوسط، ويُقال إنها تعمل مع كريستيان ديور. لم يُؤخذ بعين الاعتبار الاتصالات المتكررة من وسائل الإعلام إلى ديور للاستفسار عن ارتباطها مع سندس القطان. وفي بيان لاحق، أوضح كريستيان ديور أنه لا تربطه علاقة تجارية مع سندس القطان، وذكر أنها حضرت عرض أزيائهم بصفة خاصة فقط.